# Organismus
Organismus (von griech. ὄργανον organon „Werkzeug, Instrument“) bezeichnet in der Biologie ein Lebewesen, also ein lebendiges System, dessen Teile (Organe, Gewebe, Zellen) in wechselseitiger Verbundenheit zueinander stehen und zusammenwirken. Im übertragenen Sinne wird der Begriff auch auf organisierte Systeme angewendet, wie z. B. eine Sprache, eine soziale Gemeinschaft oder eine Organisation, die in ihrer Gesamtheit als funktional aufeinander abgestimmtes Ganzes betrachtet werden können.

## Bedeutungen

### Biologie und Medizin
In der Wissenschaftssprache der Biologie wird der Begriff Organismus primär zur Bezeichnung von Lebewesen verwendet. Ein Organismus ist in diesem Kontext ein „individualisiertes Naturwesen, das die grundlegenden Erscheinungen des Lebens zeigt, insbesondere Stoffwechsel, Wachstum und Fortpflanzung.“ Darüber hinaus hat der Begriff eine theoretische Dimension: Er beschreibt ein epistemisches Modell, das die Lebenserscheinungen durch die Organisation der Teile eines Systems erklärt. Im Zentrum dieses Modells steht die Idee, dass die Lebensfunktionen eines Organismus aus der dezentralen Wechselwirkung und Integration seiner Bestandteile hervorgehen.
Als Organisation ist ein Organismus ein materielles System, dessen Teile und Prozesse in physischer und funktionaler Hinsicht eine integrierte Einheit bilden. Diese Einheit wird durch ein Zusammenspiel von Prozessen aufrechterhalten, die seine materiellen Bestandteile erzeugen, erhalten und aufeinander abstimmen. Dadurch bleibt die Identität des Organismus trotz ständiger stofflicher und struktureller Veränderungen, wie sie etwa durch Metabolismus oder Metamorphose entstehen, erhalten.
Obwohl Einzeller keine Organe besitzen, kann man sie als hierarchisch gegliederte, zielgerichtete Organismen auffassen. Hyphen- oder Myzelpilze bilden dagegen ein einfaches Geflecht. Viren und Viroide zählen nicht zu den Organismen, da sie weder einen eigenen Stoffwechsel noch die Fähigkeit zur Selbstorganisation besitzen.
Nach Ludwig von Bertalanffy ist ein lebender Organismus ein Stufenbau offener Systeme, der sich auf Grund seiner Systembedingungen im Wechsel der Bestandteile selbst erhält. Die Erhaltung der Bestandteile ist dabei nur durch ihre Beziehung auf das Ganze möglich.

### Organismen im weiteren Sinne
Im weitesten Sinne werden als Organismen genannt „Zellen, Organe, Organsysteme, komplexe elektronische Netze, Tiere, Personen, Familien, wirtschaftliche oder politische Systeme, Kulturen, Nationen“ oder auch Institutionen oder historische Entwicklungen.
In der Regel werden Organismus und Mechanismus als Gegensatzpaare betrachtet, wobei der Organismus ein komplexes selbsterhaltendes sich fortpflanzendes System ist, der Mechanismus dagegen ein Artefakt, oder einfaches (Teil-)System eines Organismus darstellt.
Die Bezeichnung Organismus wird allgemein für Systeme gebraucht, die als ganzheitlich, hierarchisch gegliedert und zielgerichtet gekennzeichnet werden sollen. Immanuel Kant meinte, jeder Teil eines Organismus sei immer gleichzeitig Mittel und Zweck aller anderen. Weil ein Organismus nach Aristoteles zielgerichtet sei, also von einem Zweck (Teleologie) bestimmt wird, sei der Organismus selbst mehr als die Summe seiner Teile. Ein Ziel bei der philosophischen Betrachtung von Organismen ist deshalb die Vereinbarung von mechanisch-kausalen und organisch-teleologischen Prozessen.

## Begriffsgeschichte
„Ende des 17. Jahrhunderts ist es zuerst Georg Ernst Stahl, der die Bezeichnung Organismus im biologischen Zusammenhang verwendet.“ Zu dieser Zeit beginnt man ,Leben‘ naturwissenschaftlich als eigene Kategorie von Seinsweise mit eigenen Regulationsprinzipien zu konzipieren. Diese Auffassung begünstigte die Entstehung der Biologie bzw. der Lebenswissenschaften.
Der Körper eines Lebewesens wird zu dieser Zeit weitestgehend im Anschluss an Descartes’ Physiologie (Trennung von Materie und Geist) als ein reiner Mechanismus begriffen – mit dem Unterschied, dass dieser natürliche Mechanismus im Gegensatz zum künstlichen als ein bis ins kleinste Glied vollkommen funktionsfähiger Automat aufgefasst wurde, der defekte Teile selbständig ersetzt. Der Terminus ,Organismus‘ wird bei Stahl als begriffliche Ableitung und Gegenüberstellung zum ,Mechanismus‘ verstanden.